# Castello di Stolberg
Il castello di Stolberg (in tedesco: Schloss Stolberg) è un palazzo situato a Stolberg nelle montagne dello Harz in Germania, risalente al XIII secolo che si erge sopra il paese su una collina con ripide discese sui tre lati. Dal 2003 è stato completamente restaurato e rinnovato.

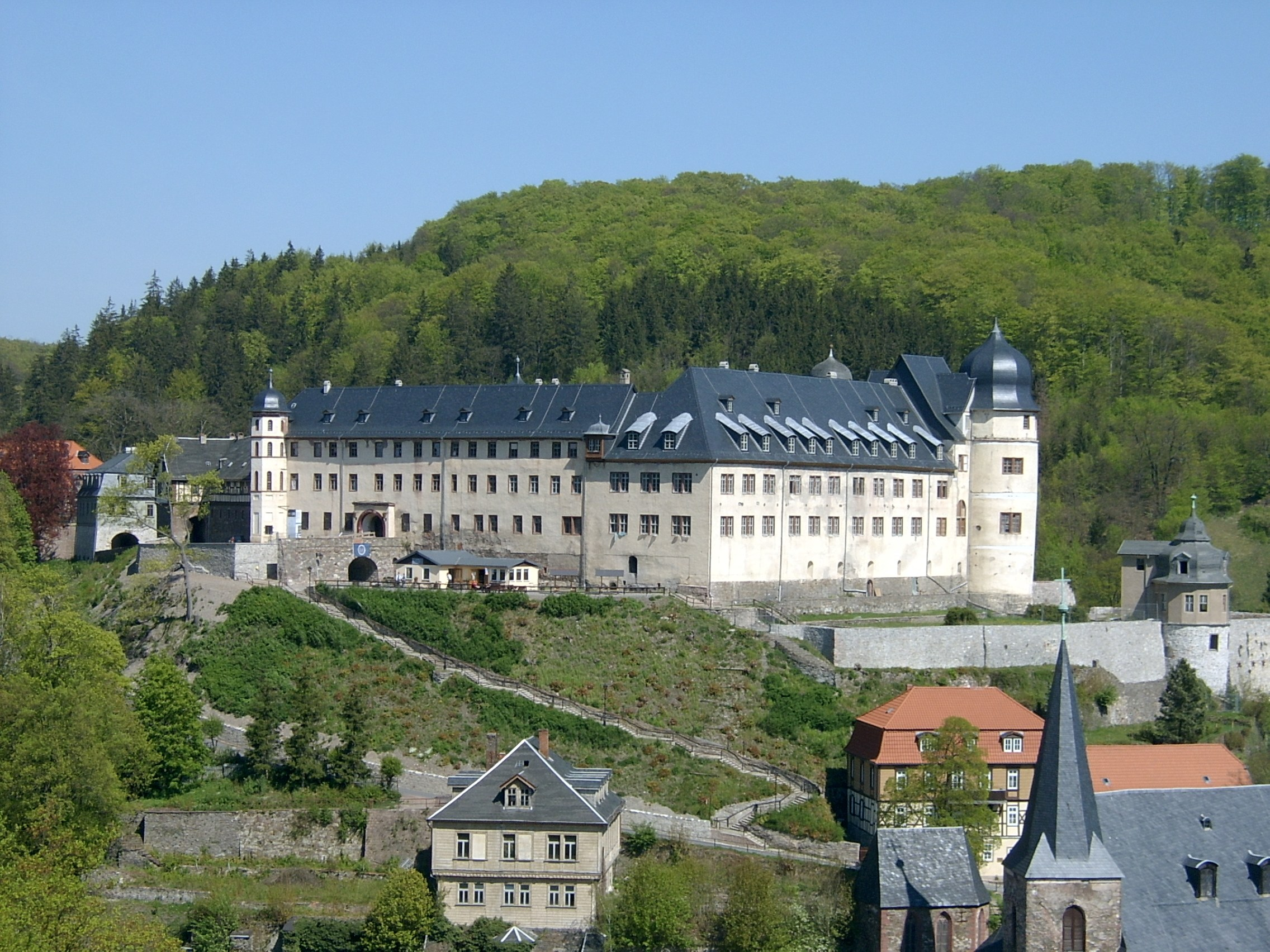
Veduta del castello di Stolberg

## Storia

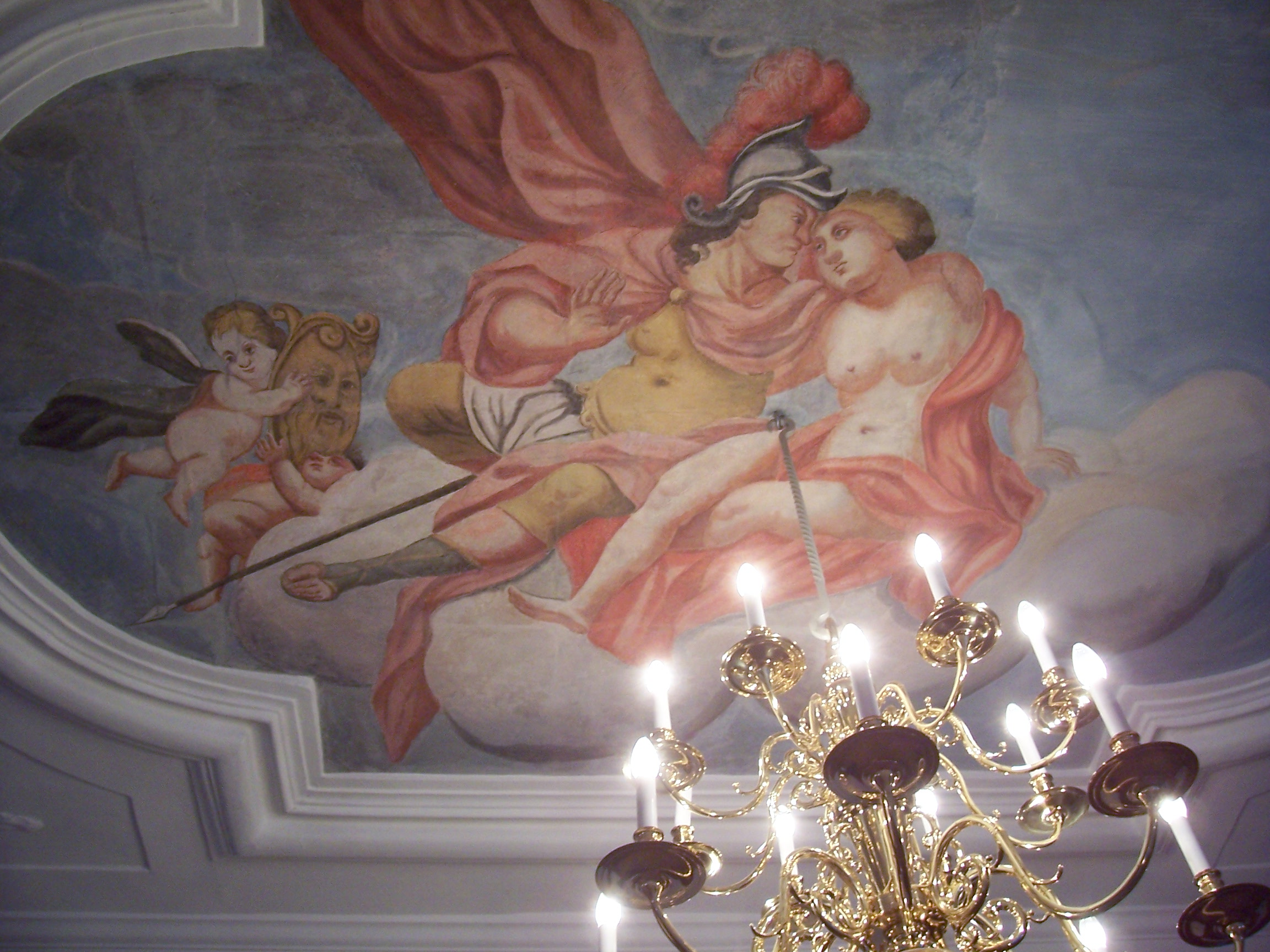
Affresco del soffitto all'interno del castello

L'elemento più antico del castello è la torre rotonda che risale all'epoca intorno al 1200. Tutte le altre strutture sono state costruite in stile rinascimentale tra il 1539 e il 1547. Nell'ala sud-est si trovano la Sala dei Grandi Ricevimenti(Großes Empfangszimmer) e la Sala Rossa (Roter Saal) progettate da Karl Friedrich Schinkel in stile classicista. Il castello ottenne l'aspetto attuale grazie alla ricostruzione avvenuta tra il 1690 e il 1700. Fino a quando non fu espropriato nel 1945 il castello era di proprietà della famiglia del principe di Stolberg-Stolberg.
Dal 1947 il castello è stato utilizzato come casa di vacanza per la Freier Deutscher Gewerkschaftsbund (FDGB). Un investitore privato acquistò il castello nel 1993 per aprirlo come albergo, senza aver molto successo. Il castello di Stolberg infatti era di nuovo vuoto e rischiava di essere completamente perso. Alla fine del 2002 lo stato della Sassonia-Anhalt ha rilevato i lavori di costruzione. L'edificio è stato messo in sicurezza e gradualmente rinnovato. Nel 2008 l'Ala del Principe (Fürstenflügel) ha aperto le sue porte e, nel 2009, la cappella del castello è stata riconsacrata.
Entro il 2008 erano stati messi a disposizione circa 12 milioni di euro di sostegno dalla Federazione tedesca, dallo stato della Sassonia-Anhalt, dall'Unione europea, dalla città di Stolberg e dalla Fondazione tedesca per la conservazione dei monumenti per le riparazioni dell'edificio. Dal marzo 2008 alcune parti del castello sono state nuovamente aperte al pubblico e utilizzate come centro turistico e luogo di accoglienza (Haus des Gastes).